# فيليب كوشيه
فيليب كوشيه (بالفرنسية: Philippe Cochet) (و. 1961  م) هو سياسي، والمدير التنفيذي للاعمال فرنسي، ولد في ليون، هو عضوٌ الاتحاد من أجل حركة شعبية، وهو عضوٌ الاتحاد من أجل الديمقراطية الفرنسية.

## مناصب
تولى منصب نائب فرنسي (20 يونيو 2012–20 يونيو 2017)"M. Philippe Cochet - Mandat clos - Rhône (5e circonscription) - Assemblée nationale". مؤرشف من الأصل في 2019-03-30.
- Mayor of Caluire-et-Cuire  [لغات أخرى]‏ (منذ 9 مارس 2008)"M. Philippe Cochet - Mandat clos - Rhône (5e circonscription) - Assemblée nationale". 9 أبريل 2019. مؤرشف من الأصل في 2019-03-18.
- نائب فرنسي (20 يونيو 2007–19 يونيو 2012)
- نائب فرنسي (19 يونيو 2002–19 يونيو 2007)

.